# Universidad de Ciencias de la Información y Tecnología San Pablo Apóstol de Ohrid
La Universidad de Ciencias de la Información y Tecnología (UIST) "San Pablo Apóstol " (en macedonio: Универзитет за информатички науки и технологии "Св. Апостол Павле", Univerzitet za informatički nauki i tehnologii "Sv. Apostol Pavle"), es una universidad estatal ubicada en Ohrid, Macedonia del Norte.
La UIST fue fundada en el 2008 por el Parlamento de la República mediante la ley de establecimiento de la Universidad de Tecnología de la Información. En el 2010, los estudiantes de UIST hicieron el primer superordenador (equipo de clúster) en Macedonia del Norte.
La proyección internacional de la universidad ha hecho que UIST tenga una población estudiantil multinacional de más de 40 países del mundo, junto con estudiantes locales. Más de 450 estudiantes locales y extranjeros estudian en ella. UIST tiene la acreditación de 15 programas de licenciatura y Maestría con el inglés como medio de instrucción. Según el Ranking Académico de Universidades del Mundo del 2013/2014, UIST fue clasificado como la cuarta mejor universidad en Macedonia del Norte de entre otras 20 universidades.
La UIST comprende cinco facultades:
- Facultad de redes de comunicación y de Seguridad (CNS)
- Facultad de Ciencias de la Computación e Ingeniería (CSE)
- Facultad de Sistemas de Información, Visualización, Multimedia y Animación (ISVMA)
- Facultad de Informática Aplicada, Aprendizaje Automático y Robótica
- Facultad de Ciencias de la Información y Comunicación

UIST tiene colaboración internacional y cooperación con varias universidades de todo el mundo:
- Universidad de Oakland, Rochester, Míchigan, EE. UU.
- Universidad de Estambul, Turquía,
- Universidad Cumhuriyet , Sivas, Turquía
- Universidad Técnica de Cluj-Napoca, Cluj-Napoca, Romanía
- Universidad de Vest din Timisoara, Timisoara, Romanía,
- Universidad Elizalde, Ondo, Nigeria
- Universidad Kütahya  Dumlupınar, Kütahya, Turquía.